# Приказано уничтожить! Операция: «Китайская шкатулка»
«Приказано уничтожить! Операция: „Китайская шкатулка“» — художественный фильм 2009 года. Сюжет фильма, показывающего попытку немецких спецслужб убить Сталина, основан на секретных архивах советской разведки. Действие фильма происходит в 1944 году.
Автор идеи (повесть «Месть») Виктор Крюков. Режиссёр Сергей Бобров по сценарию Владимира Брагина. Продолжительность 166 мин (DVD версия 176 мин).

## Сюжет
Адольф Гитлер, остро нуждающийся в переломе в войне, ставит перед своими спецслужбами задачу по уничтожению самого Иосифа Сталина. Эту операцию называют «Китайская шкатулка».
В школе для немецких диверсантов начинается отбор агентов для выполнения задания, а в качестве кандидатов немцы используют пленных советских солдат. Выбор из трёх подходящих курсантов падает на Петра Гаврина.
В свою очередь советская контрразведка «Смерш» узнаёт о начале реализации нацистами какой-то очень важной операции. Впоследствии становится известно, что целью данной операции является покушение на Сталина. Ситуация усложняется тем, что спецгруппа по розыску немецких диверсантов не крепка — из трёх входящих в неё офицеров-разведчиков лишь один имеет опыт и пользуется доверием руководства, остальные двое — молодое пополнение, пришедшее на смену.
Действиями офицеров «Смерша» шпионская сеть раскрыта, однако следствие становится всё запутаннее, а убийца всё ближе подбирается к Москве и Сталину. Контрразведчикам становится ясно — немецкий агент внедрён в их ряды. Разгадка интриги неожиданна и когда контрразведчики срывают покушение на Сталина, становится понятным почему немцы назвали операцию «Китайская шкатулка» — её непосредственный исполнитель должен был появиться в самый заключительный момент.

## В ролях
- Константин Лавроненко — немецкий агент Пётр Гаврин
- Тарас Бибич — капитан СМЕРШа Юрий Неверов (Андрей Ремезов)
- Илья Соколовский — старший лейтенант СМЕРШа Василий Гусаров
- Иван Стебунов — старший лейтенант СМЕРШа Леонид Осипович Костромец
- Рената Литвинова — Шарлотта, связная Гаврина
- Андрей Смоляков — оберштурмбаннфюрер Хайнц Грейфе
- Фёдор Добронравов — Густав Моль
- Кирилл Плетнёв — диверсант Александр Садков, радист
- Михаил Ефремов — майор НКГБ Андрей Бабушкин
- Сергей Баталов — полковник СМЕРШа Илья Севастьянович Кретов
- Сергей Габриэлян — майор СМЕРШа Валеев
- Нина Лощинина-Филимошкина — Даша
- Александр Тютин — генерал-майор Вадис, начальник управления контрразведки
- Анна Уколова — Дарья Мироновна Дорина
- Валерий Золотухин — Адольф Гитлер
- Геннадий Хазанов — Иосиф Сталин
- Владимир Щербаков — Лаврентий Берия
- Степан Старчиков — генерал Абакумов
- Михаил Самохвалов — генерал Власик
- Виктор Фалалеев — генерал Меркулов
- Сергей Стёпин — Гиммлер
- Александр Тараньжин — Эрнст Кальтенбруннер
- Юрий Сирман — Отто Скорцени
- Станислав Куркин — роттенфюрер, начальник радиоузла германской разведшколы
- Сергей Удовик — Анатолий Жмаков
- Анна Казючиц — Екатерина Соболева
- Александр Яковлев — Гаврила
- Виктор Жалсанов — Тенгиз Халилов (диверсант «Джангар»)
- Евгений Никитин — Ситников, подполковник Главного управления СМЕРШ
- Олег Валкман — Игнатий Бредун, диверсант